# Maxomys whiteheadi
Maxomys whiteheadi é uma espécie de roedor da família Muridae.
Pode ser encontrada nos seguintes países: Indonésia, Malásia e Tailândia.